# Municipio de Chester (condado de Arkansas)
El municipio de Chester (en inglés: Chester Township) es un municipio ubicado en el condado de Arkansas en el estado estadounidense de Arkansas. En el año 2010 tenía una población de 260 habitantes y una densidad poblacional de 0,9 personas por km².

## Geografía
El municipio de Chester se encuentra ubicado en las coordenadas 34°3′31″N 91°14′1″O / 34.05861, -91.23361. Según la Oficina del Censo de los Estados Unidos, el municipio tiene una superficie total de 289.67 km², de la cual 268,49 km² corresponden a tierra firme y (7,31 %) 21,19 km² es agua.

## Demografía
Según el censo de 2010, había 260 personas residiendo en el municipio de Chester. La densidad de población era de 0,9 hab./km². De los 260 habitantes, el municipio de Chester estaba compuesto por el 97,69 % blancos y el 2,31 % eran de una mezcla de razas. Del total de la población el 0 % eran hispanos o latinos de cualquier raza.